# أكسيد الموليبدنوم الرباعي
أكسيد الموليبدنوم الرباعي (أو ثنائي أكسيد الموليبدنوم) هو مركب كيميائي لاعضوي صيغته MoO2 ويوجد على هيئة صلب بني محمر.

## التحضير
يحضر هذا المركب من اختزال أكسيد الموليبدنوم السداسي (ثلاثي أكسيد الموليبدنوم) باستخدام غاز الهيدروجين، أو عنصر الموليبدنوم عند درجات حرارة تتجاوز 470 °س:
{\displaystyle \mathrm {2\ MoO_{3}+Mo\rightarrow 3\ MoO_{2}} }

## الخواص
يوجد هذا المركب في الشروط القياسية على هيئة صلب بني محمر، وله بنية معقدة تتضمن عدم تمركز لبعض إلكترونات الموليبدنوم.

## الاستخدامات
لهذا المركب تطبيقات في مجال التحفيز في الصناعات النفطية من أجل عمليات إصلاح بالبخار للهيدروكربونات؛ وكذلك الديزل الحيوي.